# 다이엔

1,3-뷰타다이엔

유기화학에서 다이엔(Diene)은 두 개의 이중 결합을 포함하는 공유 결합 화합물이며, 일반적으로 탄소 원자 사이에 있다. 따라서 알켄 단위 두 개를 포함하며, 계통명명법의 표준 접두사 '다이'를 사용한다. 더 복잡한 분자의 하위 단위로서 다이엔은 자연 발생 및 합성 화학 물질에 포함되어 있으며 유기 합성에 사용된다. 공액 다이엔은 중합체 산업에서 단량체로 널리 사용된다. 다중 불포화 지방은 영양에 중요하다.

## 분류
다이엔은 이중 결합의 상대적인 위치에 따라 세 가지 클래스로 나눌 수 있다.
1. 누적 다이엔(Cumulated dienes)은 공통 원자를 공유하는 이중 결합을 가진다. 그 결과는 보다 구체적으로 알렌이라고 불린다.
2. 공액 다이엔(Conjugated dienes)은 하나의 단일 결합으로 분리된 공액 이중 결합을 가진다. 공액 다이엔은 공명으로 인해 다른 다이엔보다 안정하다.
3. 비공액 다이엔(Unconjugated dienes)은 두 개 이상의 단일 결합으로 분리된 이중 결합을 가진다. 이들은 일반적으로 이성질체인 공액 다이엔보다 안정성이 떨어진다. 이는 고립 다이엔이라고도 알려져 있다.

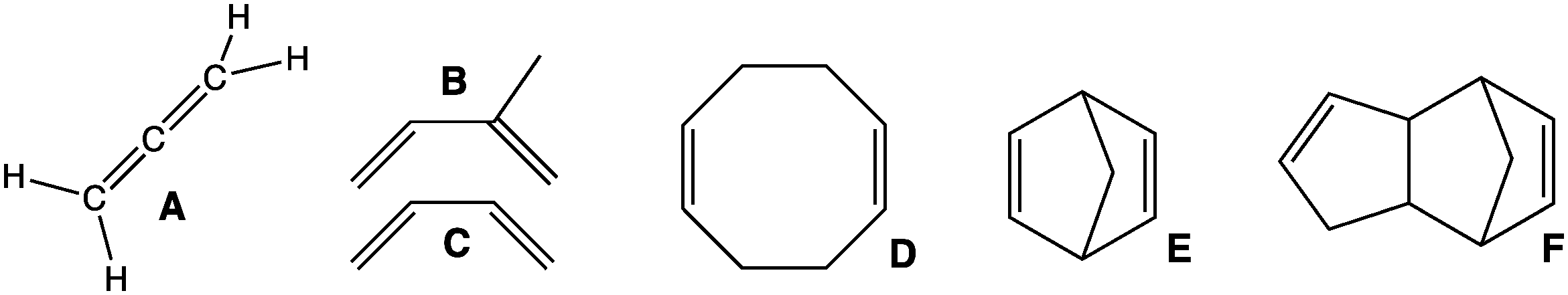
일부 다이엔: A: 1,2-프로파다이엔은 알렌이라고도 불리며 가장 간단한 누적 다이엔이다. B: 아이소프렌은 2-메틸-1,3-뷰타다이엔이라고도 불리며 천연 고무의 전구체이다. C: 1,3-뷰타다이엔은 합성 중합체의 전구체이다. D: 1,5-사이클로옥타다이엔은 비공액 다이엔이다(각 이중 결합은 다른 이중 결합에서 두 탄소 떨어진 거리에 있음을 확인). E: 노보나다이엔은 변형된 이중고리 비공액 다이엔이다. F: 다이사이클로펜타다이엔.

골드 북 정의에 따르면 "다이엔"은 불포화 탄소 원자를 대체하는 하나 이상의 헤테로원자를 포함할 수 있으며, 이는 보다 구체적으로 헤테로다이엔이라고 불리는 구조를 제공한다.
두 개 이상의 이중 결합을 포함하는 화합물을 폴리엔이라고 한다. 폴리엔과 다이엔은 많은 속성을 공유한다.

## 다이엔의 합성
산업 규모에서 뷰타다이엔은 뷰테인의 열분해로 제조된다. 마찬가지로 비선택적인 공정으로 다이사이클로펜타다이엔은 콜타르에서 얻어진다.
실험실에서는 탈할로젠화 수소화와 축합 반응과 같은 더 직접적이고 섬세한 공정이 사용된다. 수많은 방법이 개발되었으며, 예를 들어 위팅 반응이 있다. 비공액 다이엔 계열은 공액 다이엔의 올리고머화 및 이합체화에서 파생된다. 예를 들어, 1,5-사이클로옥타다이엔과 4-비닐사이클로헥센은 1,3-뷰타다이엔의 이합체화로 생산된다.
다이엔 함유 지방산은 생합성적으로 아세틸-CoA에서 생성된다.
α,ω-다이엔은 (CH2)n(CH=CH2)2의 공식을 갖는다. 이들은 고리형 다이엔의 에텐 분해에 의해 산업적으로 제조된다. 예를 들어, 유용한 가교제 및 합성 중간체인 1,5-헥사다이엔과 1,9-데카다이엔은 각각 1,5-사이클로옥타다이엔과 사이클로옥텐으로부터 생산된다. 촉매는 알루미나에 담지된 Re2O7에서 파생된다.

## 반응성 및 용도

### 중합
알켄, 다이엔 포함, 의 가장 많이 행해지는 반응은 중합이다. 1,3-뷰타다이엔은 타이어에 사용되는 합성 고무의 전구체이며, 아이소프렌은 천연 고무의 전구체이다. 클로로프렌은 관련이 있지만 합성 단량체이다.

### 고리화 첨가
공액 다이엔의 중요한 반응은 딜스-알더 반응이다. 천연물의 합성을 위해 이 반응성을 활용하기 위해 많은 특수 다이엔이 개발되었다 (예: 다니셰프스키 다이엔).

### 기타 첨가 반응
공액 다이엔은 1,2-첨가 및 1,4-첨가 경로 모두에 의해 브로민 및 수소와 같은 시약을 첨가한다. 극성 시약의 첨가는 복잡한 구조를 생성할 수 있다.

### 복분해 반응
비공액 다이엔은 고리 닫힘 복분해 반응의 기질이다. 이 반응에는 금속 촉매가 필요하다.

### 산도
이중 결합에 인접한 위치는 결과적으로 생성되는 알릴 음이온이 공명에 의해 안정화되기 때문에 산성이다. 이러한 효과는 더 많은 알켄이 관여하여 더 큰 안정성을 생성할수록 더 두드러진다. 예를 들어, 1,4-다이엔의 3번 위치 또는 1,3-다이엔의 5번 위치에서 양성자 제거는 펜타디에닐 음이온을 생성한다. 음이온이 방향족인 경우 훨씬 더 큰 효과가 나타나며, 예를 들어 사이클로펜타다이엔을 탈양성자화하여 사이클로펜타디에닐 음이온을 생성하는 경우이다.

C_{2}-대칭 다이엔 리간드가 비대칭 촉매에 사용된다.

### 리간드로서
다이엔은 유기금속화학에서 널리 사용되는 킬레이트 리간드이다. 어떤 경우에는 촉매 주기 동안 제거되는 자리 표시 리간드 역할을 한다. 예를 들어, 비스(사이클로옥타다이엔)니켈(0)의 사이클로옥타다이엔("cod") 리간드는 불안정하다. 어떤 경우에는 다이엔이 관찰자 리간드로서 촉매 주기 내내 배위 상태를 유지하며 생성물 분포에 영향을 미친다. 카이랄 다이엔도 기술되었다. 다른 다이엔 착물로는 (뷰타다이엔)아이언 트라이카보닐, 사이클로뷰타다이엔아이언 트라이카보닐, 및 사이클로옥타다이엔 로듐 클로라이드 이합체가 있다.